# La strada di Levi
La strada di Levi è un film del 2006 prodotto e diretto da Davide Ferrario.
Si tratta di un documentario che ripercorre, a distanza di sessant'anni, il viaggio di ritorno dal campo di concentramento di Auschwitz compiuto nel 1945 da Primo Levi e narrato nel romanzo La tregua.
È stato presentato in concorso alla Festa del Cinema di Roma 2006 ed è uscito nelle sale cinematografiche italiane il 19 gennaio 2007.
È stato candidato come miglior documentario ai Nastri d'argento 2007.